# LR Vicenza Virtus
Vicenza Calcio, bildad 1902, är en fotbollsklubb i Vicenza i Italien. Klubben spelar sedan säsongen 2020/2021 i Serie B.

## Historia
Vicenza var förlorande finalist om titeln som italiensk mästare år 1911. På denna tiden utsågs mästaren nämligen i ett slags cupspel mellan vinnarna i regionala ligor. Under mellankrigstiden höll klubben till i lägre divisioner och gjorde sin debut i Serie A först år 1942.
Tiden efter det andra världskriget var annars präglat av ekonomiska problem samt korta besök i Serie B. År 1953 bytte klubben namn till Lanerossi Vicenza efter att ha blivit uppköpt av ett textilföretag.
Under perioden 1955 till 1975 spelade klubben kontinuerligt i Serie A med några 6:e platser som bästa resultat. Efter att ha varit nere i Serie B säsongen 1975/76 så kom klubben tillbaka till Serie A och nådde sitt bästa resultat hittills med en 2:a plats med Paolo Rossi i laget, men klubben ramlade snart ned i Serie B igen och har sedan dess endast sporadiskt spelat i Serie A. Under tränaren Francesco Guidolin så vann klubben sin hittills enda titel, Coppa Italia, år 1997 och man nådde semifinalen i Cupvinnarcupen året därefter. Sedan säsongen 2000/2001 har klubben spelat huvudsakligen i Serie B. Svensken Joachim Björklund spelade för laget säsongen 1995/1996

## Skyttekungar
Följande Vicenzaspelare har blivit skyttekungar i Serie A:
| Säsong  | Spelare      | Mål |
| ------- | ------------ | --- |
| 1965/66 | Luis Vinício | 25  |
| 1977/78 | Paolo Rossi  | 24  |

## Kända spelare
- Massimo Ambrosini
- Joachim Björklund
- Paolo Rossi
- Luca Toni